# Insomnium
Az Insomnium 1997-ben Joensuu-ban alakult finn zenekar. Az együttes, mára a melodikus death metal egyik meghatározó képviselője lett. Eddigi pályafutásuk alatt kilenc nagylemezt adtak ki, mellyel fokozatosan megújították és életet leheltek a műfajba.  A zenekar 2023. február 24-én adta ki "Anno 1696" című új albumát, amit egy jelenleg is tartó világkörüli koncertturné keretében népszerűsítenek.
Az insomnium kifejezés a latinból eredő rémálom, lidércnyomás szavakkal kapcsolható össze, többféle értelmezéssel a konkrét jelentésére vonatkozóan. Nem hozható összefüggésbe azonban az insomnia nevezetű álmatlansággal.

## Történet

### Alapítás (1997–2001)
A három alapító tag Niilo Sevänen (vokál, basszusgitár), Ville Friman (vokál, gitár) és Markus Hirvonen (dob) mellé 2001-ben csatlakozott Ville Vänni gitáros, így létrehozva azt a formációt, mely ezután tíz évig (2011-ig) játszott együtt. Ez a felállás tette le az együttes alapjait és alakította ki azt a meghatározó egyéniséget ami zeneileg egyedivé teszi az Insomniumot. Az 1997-2000 közötti időszakban rögzítették első két demó felvételüket, melynek gyümölcseként 2001-ben a Candlelight Records leszerződtette az együttest.

### In the Halls of Awaiting (2002–2003)
A bemutatkozó albumon egy vad, ambiciózus együttest ismerhetünk meg, akik a melankolikus atmoszférát, agresszív gitárhangzással ötvözik. Az akkoriban népszerűvé vált, skandináv death metalt vegyítették a tradicionális finn zenével, melynek eredményeképp jött létre az a progresszív, dallamos de mégis brutális hangzás, mely a mai napig az Insomnium egyik védjegye. A debütálás jól sikerült, ám túlságosan érződtek a külső hatások, itt még nem alakult ki az a félreismerhetetlen atmoszféra, ami olyan jól jellemzi az Insomniumot.

### Since the Day It All Came Down (2004–2005)
A második albummal egy újabb lépéssel kerültek közelebb ahhoz, hogy megtalálják igazi énjüket. A lemez sötétebb és nehezebb hangvételű lett elődjéhez képest, igazi kihívást nyújtva azon hallgatóknak, akik végigjárják a számok nyújtotta kanyargós ösvényt. Az átütő siker még váratott magára, azonban ez a korong hozta meg az első igazi turnét a Finn határokon kívül.

### Above the Weeping World (2006–2008)
Az áttörésre egészen 2006-ig kellett várni. A hangzás nehezebb és gazdagabb lett, a szövegek még inkább jelentőségteljesebbé váltak és az Aleksi Munter által megszólaltatott billentyűs hangszerek hozzásegítették a zenekart, hogy végérvényesen kialakítsák az Insomnium egyéniségét. A lemez MTV szerepléseket és európai, illetve észak amerikai turnékat eredményezett a zenekarnak. Mind a kritika, mind a rajongók részéről zömével 90% feletti értékeléseket kapott az album.

### Across the Dark (2009–2010)
A negyedik albumon, már egy rutinosabb csapat köszön vissza, akik  jól ismerik erősségeiket és tudatosan formálják zenéjüket. Az alap felállás nem változott, azonban új eszközöket vettek fel, a már amúgy is színes palettára. Többek között, Jules Näveri vendég zenész segítségével szólaltattak meg először, tiszta énekhangot az együttes történetében. Az előző album nyers, agresszív hangvételével ellentétben, itt sokkal inkább a bánat és a melankólia került előtérbe, új zenei eszközökkel élesen elkülönülő hangzást és egyéniséget adva a zenének.

### One for Sorrow (2011–2013)
Az ötödik album logikus folytatása az előzőnek, azonban ez volt az utolsó, melyen a 2001-ben csatlakozott Ville Vänni szerepelt. A tagváltásról és a lemez megalkotásáról egy három részes, rövid dokumentumfilm is készült. Fontos változás, hogy a zenekar a sikerek hatására a Century Media kiadóhoz szerződött, ami több nyilvánosságot, több szereplést és egyben több felelősséget is eredményezett. Zeneileg, a már korábban megkezdett utat folytatták, hangsúlyos gitártémákkal, több harmóniával és tiszta énekkel, amit ezúttal már Ville Friman gitáros végzett. 2011-ben, az album rögzítése után, állandó tagként az Omnium Gatherumból jól ismert Markus Vanhala lépett be az együttesbe. Ugyan ebben az évben kiadtak az albumhoz két bónusz számot, az instrumentális Beyond the Horizon-t és a Dark Tranquillity-ből jól ismert Mikael Stanne vokalista vendégszereplésével készült Weather the Storm-ot.

### Shadows of the Dying Sun (2014–2015)
A hatodik nagylemez, rengeteg újítást hozott amellett, hogy a banda szinte összes korábbi stílusjegye visszaköszön. Minden eddiginél professzionálisabb a produkció, a hangzás kristálytiszta. Az eddig megszokott intrók helyett, amelyek lassan építik fel és adják meg a lemezek hangulatát, illetve hangzását, egy sokkal gyorsabb, pörgősebb bevezetőt kapunk, ami egy igazi hullámvasútra készíti fel a hallgatót. A számok közötti kontraszt a szokásosnál is nagyobb: a tradicionális Insomnium dalok mellett, a black metaltól az igazi slágeres dalokig sok minden szerepel a zenei palettán. Minden eddiginél nagyobb szerepet kapott a tiszta ének és Markus Vanhala közreműködésével csodálatos gitárszólók is helyet kaptak az albumon, melyek eddig nem jellemezték a zenekart. A stílus a régi, azonban az újítások és a populárisabb dalok által, egy, már szélesebb zenehallgatói kört is sikerült megszólítani, sok új rajongót szerezve az együttesnek.

### Winter's Gate (2016–2018)
Ezúttal Niilo Sevänen "Winter's Gate" című díjnyertes novelláját dolgozták fel, melynek története köré egyetlen egy zeneszámból álló albumot írtak. A monumentális 40 perces mű egy viking csapat kalandját mutatja be az Insomnium zenei eszköztárán keresztül. A korábbi albumokról jól ismert stílus itt is visszaköszön, a zenekartól már megszokott elemekkel dolgoztak, mégis valami teljesen új élménnyel ajándékozták meg a hallgatóközönséget. Borzasztó nehéz feladat egy ilyen ambiciózus vállalkozást sikerre vinni, azonban a kritikai és rajongói vélemények alapján, biztosan állíthatjuk, hogy sikerült az elvárásokat teljesíteni. Az albumból készült különleges változat részeként angol, német és finn nyelven kiadták a 14 fejezetből álló történetet, képekkel illusztrálva.
A streaming szolgáltatók és zenei letöltő oldalak miatt hét részre tagolták az albumot, annak ellenére, hogy a történet 6 főbb mozzanatból áll.
- "Part 1" (Slaughter Moon)
- "Part 2" (The Golden Wolf, Part I)
- "Part 3" (The Golden Wolf, Part II)
- "Part 4" (At the Gates of Winter)
- "Part 5" (The Gate Opens, Part I)
- "Part 6" (The Gate Opens, Part II)
- "Part 7" (The Final Stand / Into the Sleep)"

### Heart Like a Grave (2019–2022)
A nyolcadik albumon, már ötösfogatként tért vissza az együttes, ugyanis Ville Friman egyetemi előadói munkáját egyre nehezebb volt összehangolni a folyamatos turnézással. Ennek a problémának a megoldásaként végül Jani Liimatainen teljes értékű tagként csatlakozott az együtteshez, aki a korábbi turnékon már többször kisegítette a zenekart. Az együttes közleményben ezt jelentette meg az új albumról: "A koncepciónk az albummal kapcsolatban az volt, hogy minél mélyebbre ássunk a Finn melankólia szívébe. Az inspirációt azok az igazán zord és szomorú történetek, dalok és versek nyújtották, melyek tökéletesen elkapják az északi mélabús hangulat lényegét. Egy föld, ahol a fagy tönkreteszi a termést és a hideg bekúszik a bőröd alá, a nyár véget ér, mielőtt elkezdődhetett volna, a feleséged elhagy, a testvéred pedig holtan fekszik a hóban karácsony reggelén, az ifjúság aranynapjai pedig végleg tovaszálltak. Nyomokban észrevehető Harmaja (finn költő), Rautavaara (finn klasszikus zeneszerző), Vainio (finn dalszövegíró, zeneszerző, énekes), Peltoniemen Hintriikka (Rautavaara egyik dala) és persze a saját nyomorúságos kis életünk." Az albumon több mint egy órányi anyag hallható, tíz dalra bontva.

### Anno 1696 (2023-)
A legújabb nagylemezen Niilo Sevänen egy másik novelláját meséli el nekünk a csapat, a már eddig megszokott zenei aláfestéssel. A történet egy másik világba kalauzol bennünket, mely bánattal és a remény utolsó omladozó morzsáival van átszőve. "Isten hozott 1696-ban. Üdvözlünk a pokolban. A nyugtalanság kora. A nagy éhínség kora Északon. A boszorkányüldözés Európa-szerte javában zajlik, és a borzalmas boszorkányperek Finnország és Svédország távoli és fenséges tájait is elérték. A kis, isten háta mögötti faluban tragédia vár." - Áll a rövid kedvcsináló Facebook posztban, melyben az együttes ismertette az új albumot. A nyolc számból álló lemezen, Johanna Kurkela és a Rotting Christ-ből ismerős Sakis Tolis is megszólal vendégelőadóként. Hasonlóan a Winter's Gate albumhoz, most is készült különleges képeskönyv kiadás, mely három bónusz számot tartalmaz, valamint a történetet angol és finn nyelven.

## Zene

### Stílus
A melodikus death metal védjegye a fülbemászó gitártémák, mely alapjaiban határozza meg a zenét. Az Insomnium sajátossága a rendkívül gazdag, telt hangzás és az a finom harmónia ami az évek során elválaszthatatlan lett tőlük. A számok gyakran eltérnek a megszokott vers-refrén-vers-refrén felépítéstől, nincsenek időbeli kötöttségek. Egy szám átlagosan hat-hét perc hosszú, de olykor előfordulnak tíz perces tételek is. A dalok mély jelentéstartalommal bírnak, a zene atmoszférikus és nehéz érzelmeket, hangulatot elevenít meg. A tempó olykor rövid időre felgyorsul, majd hosszabb időre lelassul, de hosszú távon a közép tempó dominál. Egy-egy számon belül hatalmas kontraszt van, a hörgésnek, akusztikus gitárnak, vagy éppen a tiszta éneknek köszönhetően. A dalszövegek olykor határozottak és konkrétak, máskor pedig költőiek. Gyakran fordulnak elő metaforák, megszemélyesítések, szimbólumok, költői jelzők, hasonlatok, oximoron vagy szinesztézia. Esetenként régies nyelvezet, vagy mondatszerkezet is fellelhető. A dalok teljes mértékben angol nyelven íródtak.

### Téma
Minden album témája különböző, merőben más hangulatot és érzelmeket jelenít meg, habár ezek nagyon közel állnak egymáshoz. Legfőbb témái a bánat, veszteség, fájdalom, halandóság, múlandóság, gyakran természeti képekkel, tájakkal, évszakokkal ábrázolva. A számok leginkább szomorú hangulatot árasztanak, ám közel sem pesszimisták. Az önbizalom, remény, szépség és boldogság motívumai egyaránt jelen vannak a dalokban. Rengeteg számot ihletett, részben vagy egészben, valamilyen költemény, vers, regény, történet vagy más művészeti alkotás.
Például, Francis William Bourdillon "The Night Has a Thousand Eyes" című verse, vagy a görög mitológiában szereplő Charon, aki a holtakat vitte át csónakjában egyik partról a másikra. Az Inertia című szám szövegrészlete, Fancisco Goya egyik festményének nevéből származik.

### Hatások
Kezdetben, a zenekar a korai In Flames, At The Gates, Dark Tranquility, Amorphis, Opeth  zenéjéből merített ihletet, de a Metallica vagy az Iron Maiden is hatással volt a zenéjükre. Az együttes főként melodikus death metalt játszik, azonban zenéjükben számos más múfaji elem is fellelhető. Például black metal, progresszív, doom, folk, viking.

## Diszkográfia
Albumok
- In the Halls of Awaiting (2002)
- Since the Day It All Came Down (2004)
- Above the Weeping World (2006)
- Across the Dark (2009)
- One for Sorrow (2011)
- Shadows of the Dying Sun (2014)
- Winter's Gate (2016)
- Heart Like a Grave (2019)
- Anno 1696 (2023)

Demók
- Demo 1999 (1999)
- Underneath the Moonlit Waves (2000)

EP-k / Singlek
- Where the Last Wave Broke (2009)
- Weather the Storm (2011)
- Ephemeral (2013)
- While We Sleep (2014)
- Out to the Sea / Skyline (2015)
- Argent Moon (2021)

## Tagok
Jelenlegi tagok
- Niilo Sevänen − vokál, basszus (1997−)
- Ville Friman − vokál, gitár (1997-)
- Markus Hirvonen − dob (1997−)
- Markus Vanhala − gitár (2011−)
- Jani Liimatainen - vokál, gitár (2019-)

Régi tagok
- Tapani Pesonen − dob, gitár (1997−1998)
- Timo Partanen − gitár (1998−2001)
- Ville Vänni − gitár (2001−2011)

## Fordítás
- Ez a szócikk részben vagy egészben  az   Insomnium című angol Wikipédia-szócikk ezen változatának fordításán alapul.  Az eredeti cikk szerkesztőit annak laptörténete sorolja fel. Ez a jelzés csupán a megfogalmazás eredetét és a szerzői jogokat jelzi, nem szolgál a cikkben szereplő információk forrásmegjelöléseként.